# Policijska vozila v ZDA in Kanadi
Policijska vozila v ZDA in Kanadi proizvaja več proizvajalcev in so na voljo v treh tipih vozil: 
- Policijska vozila za zasledovanje (PPV),
- Posebna službena vozila (SSV) in
- Vozila z posebno opremo (SSP).

Najpogosteje uporabljena policijska vozila so vozila za zasledovanje. Opremljena so za reševanje velike večine nalog, vključno za zasledovanje in opravljanje intervencijskih nalog. Posebna službena vozila in vozila s posebno opremo so specializirana vozila, kot na primer terenska ali športna vozila. Običajno so težja in imajo vključeno posebno opremo za izvajanje intervencijskih in posebnih naloge, vendar jih proizvajalec običajno ne priporoča za uporabo kot zasledovalna vozila.

## Zgodovina
Prvo policijsko vozilo je bil vagon, katerega je leta 1899 po ulicah Akrona v Ohiu poganjal električni tok.  Od leta 1920 je Newyorška policijska uprava uporabljala floto vozil Radio Motor Patrol za pomoč v boju proti kriminalu v mestu.
Ford je v letu 1932 predstavil 18 model motorja V-8, to je bilo prvo poceni in zelo množično prodajano vozilo V-8. Tovrstni model vozila je postal zelo priljubljen v policiji, kar je povzročilo močno zvestobo temu modelu vozila in hkrati družbi omogočilo zajemanje trga, ki je trajalo do leta 1968. V štiridesetih in petdesetih letih so "Veliki trije" (Ford, General Motors in Chrysler) začeli ponujati specializirana policijska vozila z močnejšimi deli. Med njimi je bil predvsem Fordov paket iz leta 1950, ki je v manjšem in lažjem Fordu uporabljal večji in močnejši motor Mercury. S tem se je končala praksa, da so nekatere državne policijske postaje kupovale večje in močnejše, a dražje modele, vključno z Buicks, Hudsons in Chryslers. Leta 1969 je Plymouth zasedel prvo mesto na policijskem trgu s Chryslerjevimi 440 cu. V8,  Torqueflite  menjalniki ter vzmetenja torzijskih drogov, kar jim je dajalo prepričljivo prednost. Chrysler je to prednost vodil do energetske krize v sedemdesetih letih dvajsetega stoletja, kar je kupce pripeljalo do manjših avtomobilov, Chrysler pa je po modelu leta 1989 ustavil njihovo platformo na zadnji pogon.

V Združenih državah Amerike in Kanadi je policija že v preteklosti uporabljala limuzine standardne velikosti in cenejše limuzine že od časov Fordovega modela A, čeprav je veliko policijskih oddelkov prešlo na vmesne izdelke - kot so Plymouth Satellite, Ford Torino in AMC- Matador v šestdesetih in sedemdesetih letih. Nekatere državne patrulje na avtocestah (vključno s kalifornijskimi in Missourijem) so za uporabo kot hitra zasledovalna vozila sprejele pony vozila, kot so Ford Mustang, Chevrolet Camaro in AMC Javelin. Ford LTD, Plymouth Gran Fury in Chevrolet Caprice so bili ponovno sprejeti kot standardni, ko so bili modeli zmanjšani v poznih sedemdesetih.
Po ukinitvi Severnoameriškega modela Chevrolet Caprice leta 1996 (čeprav se je leta 2010 vrnil za izključno uporabo organov pregona) ga je Ford Crown Victoria Police Interceptor zamenjal za standardni patruljni avtomobil, vendar je večina Ford Crown Victorias vozil zdaj postopno v odpravljanju zaradi  boja proti nevarnostmi naleta od zadaj s katerimi se soočajo avtocestna patruljna vozila, ko se ustavijo na odstavnem pasu. Novi modeli pa so po želji lahko opremljeni tudi s sistemom za gašenje požara. Tudi drugi modeli, kot so Chevrolet Impala (8. in 9. generacija), Chevrolet Tahoe in Dodge Charger, so pridobili odstotek prodaje na trgu. Septembra 2011 pa je Ford ustavil proizvodnjo Crown Victoria v korist 6. generacije Taurusa. To je Dodgeu znova pomagalo  pridobiti vodilno vlogo na trgu z Dodge Charger Pursuit od leta 2012.
Kljub temu da so se nekatere (predvsem kanadske) oblasti odločile za uporabo limuzin s pogonom na sprednja kolesa z manjšimi motorji - predvsem Chevrolet Impala, katere trenutna V6, je še vedno zelo zaželena konfiguracija V8 s pogonom na zadnja kolesa. Deloma zaradi usposabljanja  šolanja voznikov in na splošno zaradi večje zanesljivosti. Poleg tega so se preizkusi z vozili FWD, kot sta Taurus in Impala,  a sta se izkazali za problematične v smislu stroškov vzdrževanja. Leta 1994 je na primer tiskovna predstavnica Forda ugotovila, da "je vsekakor res, da bi bil kateri koli avtomobil s pogonom na sprednji kolesi dražji in težji za vzdrževanje, če bi ga podvrgli tako težki uporabi, kot je uporaba v policiji".